# Автодор (баскетбольный клуб)
«Автодо́р» — российский мужской баскетбольный клуб из города Саратова. Выступает в Единой лиге ВТБ.
Одна из самых титулованных провинциальных команд России. Бессменным президентом, а периодами и главным тренером команды, с 1982 по 2023 годы являлся крупный саратовский бизнесмен, заслуженный тренер России и мастер спорта Владимир Родионов.

## История

### Становление клуба
Этапным в развитии саратовского баскетбола стал 1959 год, когда сборная Саратовской области в зональном турнире II Спартакиады народов РСФСР смогла занять 4 место. После этого, благодаря усилиям тогдашнего тренера саратовских баскетболистов Михаила Дмитриевича Бабакова, удалось включить команду в чемпионат РСФСР по I группе. Сборную города в полном составе передали в общество «Спартак». Так в 1960 году появился на свет прародитель современного «Автодора». Два десятилетия саратовцы входили в число ведущих команд РСФСР, трижды становились призёрами российских чемпионатов.
В 1982 году, после неудачного выступления на Спартакиаде народов РСФСР, в клубе «Спартак» происходит смена тренера. Руководить командой приглашают её бывшего атакующего защитника Владимира Евстафьевича Родионова. Первые серьёзные успехи приходят, ещё когда команда является ведомственной (она относится к организации «Саратовоблавтодор»): в 1986 году «Автодорожник» впервые становится победителем народной Спартакиады и включается в состав Первой лиги чемпионата СССР, где будет играть до 1988 года.
В 1991 году в результате увеличения числа участников Высшей лиги чемпионата СССР коллектив дебютирует в числе его участников, где сразу демонстрирует свои амбиции, одерживая немало побед, в том числе над такими грандами, как столичные ЦСКА и «Динамо». Тогда по итогам чемпионата команда занимает 15 место.
В 1992 году «Автодорожник» стал участником единственного чемпионата СНГ по мужскому баскетболу, по итогам которого занимает 8 место. В первом же чемпионате России по баскетболу в 1992 году «Автодорожник» становится бронзовым призёром, что позволяет саратовцам «прорубить окно в Европу» и впервые в истории дебютировать в качестве представителя нашей страны на международном уровне — в Кубке Корача.
Уже спустя год, в сезоне-1993/1994 «Автодорожник» поднимается на вторую ступень пьедестала в национальном чемпионате.
Летом 1996 г. «Автодорожник» сокращает своё название и становится «Автодором».
В сезоне-1997/1998 гг. «Автодор» под руководством заслуженного тренера России Владимира Родионова второй год подряд выиграл чемпионат Суперлиги и снова стал серебряным призёром чемпионата России, а также вышел в полуфинал Кубка Европы ФИБА (годом ранее саратовские баскетболисты остановились на стадии 1/8 финала этого престижного клубного евротурнира) и впервые в своей истории завоевал право представить нашу страну в главном баскетбольном турнире Старого Света — Евролиге. Более того, в текущем сезоне «чёрно-белые» со счётом 83:77 одержали историческую победу над самим афинским «Панатинаикосом», в составе которого блистал «звезда» Национальной Баскетбольной Ассоциации Байрон Скотт.
В этом же году в чемпионате страны «Автодор» традиционно выступил успешно, завоевав серебряные медали. В последующие четыре сезона волжане также неизменно участвовали в европейских кубках.

### Еврокубки
Начиная с сезона 1992/93, команда 12 сезонов подряд неизменно участвовала в Еврокубках, выступив практически во всех клубных турнирах Европы. Сначала «Автодорожник» три года подряд принимал участие в Кубке Корача, но успех пришёл лишь в сезоне-1995/1996 гг., когда команда дошла до третьего раунда и в упорной борьбе уступила лишь обладателю этого престижного трофея — немецкой «Альбе».
До 1998 года домашние матчи евротурниров саратовцы были вынуждены проводить в Москве, сначала арендовав УСЗ ЦСКА, а потом ДС «Динамо» на ул. Лавочкина, так как в Саратове на тот момент не было комплекса, соответствовавшего регламенту Еврокубков.
На следующий сезон (1998/1999 гг.) команда на площадке ФОК «Звёздный» достойно противостояла в Евролиге таким постоянным участникам «Финалов Четырёх» этого турнира как «Панатинаикос» (Афины, Греция), «Маккаби» (Тель-Авив, Израиль), «Таугрес» (Витория, Испания), а также «Эфес Пилсен» (Стамбул, Турция) и «Иньис» (Варезе, Италия). Более того, в очном поединке группового этапа со счётом 87:82 был повержен и будущий победитель текущего розыгрыша Евролиги — литовский «Жальгирис». Лишь ряд поражений в концовках и овертаймах с сильными соперниками не позволил саратовским баскетболистам выйти из группы и продолжить выступление в турнире.
В сезоне 2014/15 Автодор получил право участвовать в Кубке вызова ФИБА. На групповом этапе соперниками саратовцев стали турецкий «Тофаш», румынский «Орадя» и «Астана» из Казахстана.
«Автодор» уверенно преодолел два групповых этапа Кубка Вызова ФИБА, остановившись на стадии четвертьфинала, уступив в серии до двух побед турецкому клубу «Трабзонспор Медикал Парк» и остановившись в шаге от «Финала Четырёх».
Сразу после утверждения предварительного списка участников Кубка Европы, куда вместо саратовцев была включена команда «Красный Октябрь» (Волгоград), 29 июня 2015 г. клуб «Автодор» направил письмо на имя президента и генерального директора Баскетбольной Евролиги Жорди Бертомеу. Уже 7 июля из Барселоны пришёл официальный ответ, в котором сообщается о том, что Евролига приняла решение о включении «Автодора» в состав участников Кубка Европы в сезоне 2015/2016 гг. Жеребьёвка группового этапа состоялась в Барселоне 9 июля 2015 года, и по её итогам «Автодор» попал в группу «E», где его соперниками стали «Бешикташ» (Турция), «Летувос Ритас» (Литва), «Зенит» (Россия), ПАОК (Греция) и «Сольноки Олай» (Венгрия). Заняв второе место и оказавшись на этапе Ласт-32 в группе H с прошлогодним финалистом турнира «Гран-Канария», участником Евролиги «Страсбуром» и Хапоэлем (Иерусалим), клуб занял третье место и не смог выйти в 1/8 финала.

### Противостояние с ЦСКА
Во второй половине 1990-х гг. «Автодор» был единственной российской командой, которая составляла конкуренцию в борьбе за чемпионский титул ЦСКА. Дважды саратовский клуб становился чемпионом Суперлиги, но, одержать победу над армейцами в финальной серии плей-офф чемпионата России волжанам не удалось. Наиболее близка к победе команда была в сезоне-1996/97, когда при счёте 2-2 в серии суперфинала в решающем, пятом матче «Автодор» не смог дома преодолеть сопротивление ЦСКА. Такими же упорными получились и серии суперфиналов 1997/98 и 1998/99. В сезоне-2001/02 саратовцы наконец обыграли армейцев в серии плей-офф. В 1/4 финала чемпионата России «Автодор» одержал верх в серии со счётом 2-0 и стал единственным клубом, оставившим ЦСКА без медалей. Всего за 10 лет с сезона 1993/94 по сезон 2003/04 ЦСКА и "Автодор" провели между собой 60 встреч, 45 из которых выиграл ЦСКА, и лишь 15 из них остались за Автодором.

### Переезд в Санкт-Петербург
В 2004 году из-за недостаточного областного финансирования клуба и, по некоторым сведениям, частых конфликтов с губернатором Д. Ф. Аяцковым, В. Е. Родионов принял решение о переезде команды в Санкт-Петербург, и смены названия на «Динамо». Сам Родионов стал генеральным директором нового клуба. К костяку саратовской команды добавились несколько новых игроков и главный тренер Дэвид Блатт. В первый же сезон 2004/05 новоявленные динамовцы победили в Лиге ФИБА-Европа, а в сезоне 2005/06 завоевали бронзу чемпионата России. Однако уже спустя два года, перед сезоном 2006/07, всё из-за тех же финансовых проблем, новый клуб прекратил своё существование.

### Упадок и возрождение клуба
В 2004 году «Автодор» по своей инициативе перевёлся в Суперлигу «Б», а ещё через год — в Высшую лигу «Б».
В сезоне 2008/2009 «Автодор» снова возвращается в Суперлигу «Б» российского баскетбола. Костяк команды составили игроки молодёжных сборных России разных возрастов. В первый же сезон клуб стал победителем лиги, обеспечив себе золотые медали за явным преимуществом ещё за 8 туров до финиша. Однако от выступления в высшем эшелоне отечественного баскетбола (в Суперлиге «А»), куда согласно Регламенту должна была перейти команда, «Автодор» снова отказался. Причиной также стало отсутствие необходимого финансирования. Большинство игроков команды были переданы в аренду другим клубам, а сами «чёрно-белые» перешли в Высшую Лигу.
В 2012 году «Автодору» при поддержке губернатора Саратовской области Валерия Радаева была оказана финансовая помощь правительства, что позволило клубу заявиться на сезон 2012/13 в Суперлигу. В команду были возвращены многие её воспитанники, отданные ранее в аренду в другие клубы. Усилившись по ходу сезона, саратовцы в итоге вышли в плей-офф и заняли 3 место в чемпионате Суперлиги.
В сезоне-2013/14 «Автодор» под руководством Владимира Родионова и Владимира Анциферова смог одержать победу в регулярном чемпионате Суперлиги, а затем, обыграв в четвертьфинальной серии плей-офф саранский клуб «Рускон-Мордовия» и в полуфинале «Спартак-Приморье» из Владивостока, в финальной серии за чемпионский титул уверенно одолел клуб из Сургута «Университет-Югра» со счётом 3:0. При этом сразу три игрока «Автодора» получили индивидуальные награды по итогам сезона в Суперлиге: «Самый ценный игрок Суперлиги»: Кортни Фортсон. «Лучший атакующий защитник Суперлиги»: Алексей Вздыхалкин. «Лучший центровой Суперлиги»: Артём Клименко.
Как итог триумфального выступления в Суперлиге в предыдущем сезоне, «Автодор» получил возможность вновь вернуться на международную арену и принять участие в Кубке Вызова ФИБА, а также заявиться в Единую Лигу ВТБ в сезоне 2014/15.

### Участие в Единой лиге ВТБ
В сезоне 2014/15, спустя 11 лет, большой баскетбол вернулся в Саратов. Старт сезона получился не самым удачным — первая победа была добыта лишь в 5 туре, 31 октября 2014 года, в первом домашнем поединке против «Цмоки-Минск». Однако в дальнейшем «чёрно-белые» с лихвой наверстали упущенное, став, по всеобщему признанию специалистов и болельщиков, главным открытием сезона Единой Лиги ВТБ. Гранды в лице ЦСКА, УНИКСа, «Локомотива-Кубани», «Химок», грозный «Зенит», а также другие старожилы Лиги оказались биты новичком. Особенно греют болельщицкую душу результаты домашних матчей против подмосковных «Химок», которые были просто раздавлены саратовцами со счётом 101:76, победа на участником Евролиги казанским УНИКСом — 87:69. В последнем туре регулярного чемпионата Автодор на выезде со счётом 107:104 обыграл московских армейцев. Под занавес чемпионата подопечные Владимира Родионова выдали впечатляющую серию из семи побед подряд и за два тура до финиша «регулярки» обеспечили себе выход в плей-офф с седьмого места, тем самым уверенно выполнив поставленную на сезон задачу. В четвертьфинальном раунде плей-офф «Автодор» уступил в трёх матчах обладателю Кубка Европы подмосковным «Химкам».
4 марта 2015 года в столице Беларуси в матче против местного «Цмоки-Минск» саратовцы установили историческое достижение Единой Лиги ВТБ по количеству набранных очков клубом в отдельно взятой встрече. Окончательные 119 баллов за результативность стали новым ориентиром для всех команд чемпионата.

## Игроки «Автодора» в НБА
- Словенец Бено Удрих, выступавший за «Автодор» в первой половине сезона 2003/04, а летом 2004 уже был выбран «Сан-Антонио Спёрс» в первом раунде драфта под 28 номером. В 2007 году перешёл в «Сакраменто Кингз», где и выступает в настоящее время[5].
- Сергей Моня — также в 2004 году выбран «Портленд Трэйл Блэйзерс» под 23 номером первого раунда драфта. После перешёл в «Сакраменто Кингз», а в 2006 году вернулся в Россию.
- Виктор Хряпа — также в 2004 году выбран «Нью-Джерси Нетс» (затем сразу продан «Портленд Трэйл Блэйзерс») под 22 номером первого раунда драфта. После выступал за «Чикаго Буллз», в 2008 году вернулся в Россию.
- Ярослав Королёв — в 2005 году выбран «Лос-Анджелес Клипперс» под рекордным для России 12 номером первого раунда драфта.
- Владимир Веремеенко — в 2006 году выбран «Вашингтон Уизардс» во втором раунде драфта под 48 номером.

Также в 2007 году заявку на драфт НБА подавал воспитанник школы «Автодора» Артём Забелин, но в последний момент снял свою кандидатуру, и подписал контракт с ЦСКА. Заявку на Драфт НБА 2014 года подавал Артём Клименко, однако, побывав в тренировочных лагерях многих команд НБА, задрафтован не был, но сохранил право подать заявку повторно.

## Достижения
Чемпионат России
- Серебряный призёр (4): 1993/1994, 1996/1997, 1997/1998, 1998/1999
- Бронзовый призёр (2): 1992, 1995/1996

Суперлига
- Чемпион (2): 2008/2009, 2013/2014
- Бронзовый призёр: 2012/2013

### Хронология результатов клуба
- 1992 г. — 3 место в I чемпионате России
- 1992/1993 — 4 место в чемпионате России. 1/16 финала Кубка Корача
- 1993/1994 — 2 место в чемпионате России. 1/32 финала Кубка Корача
- 1994/1995 — 4 место в чемпионате России. Первый квалификационный раунд в Кубке ФИБА-Европа
- 1995/1996 — 3 место в чемпионате России. 1/16 финала Кубка Корача
- 1996/1997 — 1 место в регулярном чемпионате Суперлиги «А», 2 место в чемпионате России, 1/8 финала Кубка ФИБА-Европа
- 1997/1998 — 1 место в регулярном чемпионате Суперлиги «А», 2 место в чемпионате России, полуфиналист Еврокубка (Кубка Сапорты)
- 1998/1999 — 2 место в чемпионате России. Второй групповой этап Евролиги ULEB (победа в группе над будущим чемпионом «Жальгирисом»)[6]. Второе место в чемпионате России
- 1999/2000 — Групповой этап Кубка Сапорты, 6 место в Суперлиге.
- 2000/2001 — 6 место в Суперлиге (чемпионате России), 1/8 финала Кубка Корача.
- 2001/2002 — 4 место в чемпионате России (победа в четвертьфинальной серии над ЦСКА). 1/8 финала Кубка Корача
- 2002/2003 — Групповой этап Северной конференции Кубка чемпионов ФИБА, 6 место в Суперлиге А.
- 2003/2004 — Финалист Северной конференции Кубка ФИБА-Европа. 10 место в Суперлиге А.
- 2004/2005 — 10 место в чемпионате Суперлиги Б.
- 2005/2006 — 8 место в Высшей лиге Б (Центр).
- 2006/2007 — 8 место в Высшей лиге Б (Центр).
- 2007/2008 — 8 место в Высшей лиге Б (Центр).
- 2008/2009 — 1 место в чемпионате Суперлиги «Б».
- 2009/2010 — 7 место в Высшей лиге (Группа Юг).
- 2010/2011 — 3 место в МВЛ. Группа Б (Высшая лига).
- 2011/2012 — 1 место в МВЛ. Группа Б (Высшая лига).
- 2012/2013 — 3 место в чемпионате Суперлиги
- 2013/2014 — 1 место в регулярном чемпионате Суперлиги, чемпион Суперлиги
- 2014/2015 — 7 место в чемпионате Единой Лиги ВТБ. Четвертьфиналист Кубка Вызова ФИБА.
- 2015/2016 — 6 место в чемпионате Единой Лиги ВТБ. Участие в Ласт-32 Еврокубка.
- 2016/2017 — 10 место в чемпионате Единой Лиги ВТБ. 1/16 финала Лиги чемпионов ФИБА.
- 2017/2018 — 5 место в регулярном чемпионате Единой Лиге ВТБ, 6 место в чемпионате Единой Лиги ВТБ. Первый групповой этап Кубка ФИБА-Европа. 6 место в итоговой квалификации чемпионата России.
- 2018/2019 — 11 место в чемпионате Единой Лиги ВТБ. Первый квалификационный этап Лиги Чемпионов ФИБА, 1/8 финала Кубка ФИБА-Европа. 8 место в итоговой квалификации чемпионата России.
- 2019/2020 — 12 место в чемпионате Единой Лиги ВТБ (На момент приостановки чемпионата). 9 место в итоговой квалификации чемпионата России.
- 2020/2021 — 9 место в чемпионате Единой Лиги ВТБ. 8 место в итоговой квалификации чемпионата России.

## Главные тренеры
- 1989 — ? —  Римантас Эндрияйтис[7]
- 1991—1992 —   Борис Соколовский
- 1993—1994  Александр Сидякин
- 1995—1996  Александр Сидякин
- 1995/96 —  Борис Соколовский
- 1996[8] — ? —  Римантас Эндрияйтис[7]

- 1997—1998 —  Владимир Родионов[9]
- 1998 — ? —  Александр Сидякин[10][11]
- 1998 — ? —  Римантас Эндрияйтис[7]

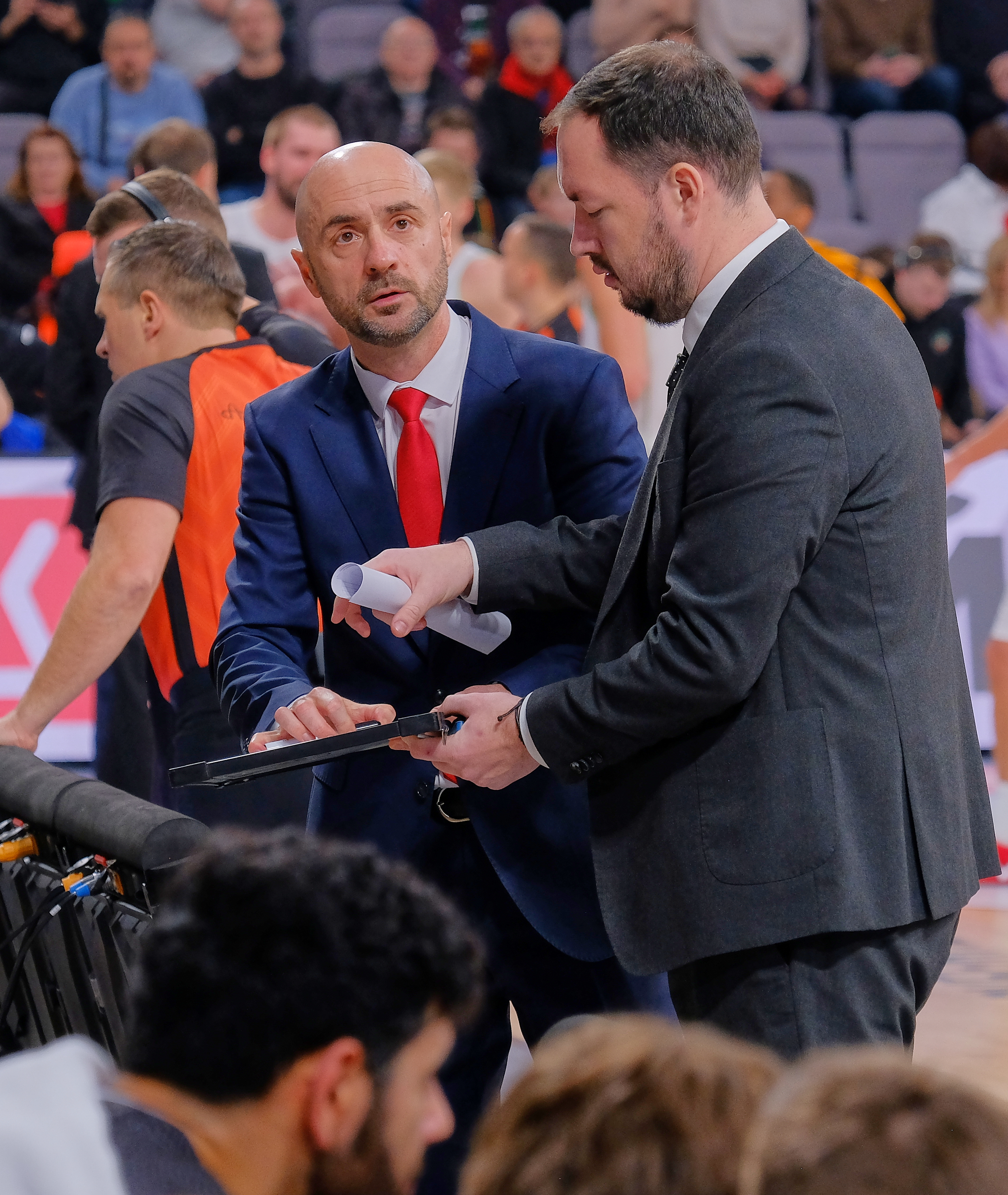
Тренерский штаб в 2024 году: Миленко Богичевич (слева) и Эдуард Рауд

- 1999—2004 (с перерывами) —  Владимир Родионов
- 1999/2000 —  Павел Гооге
- 2000—2001 —  Римантас Эндрияйтис[7]

- 2003 —  Гирскис, Римас

- 27 августа[12] — 2 октября 2008[13] —  Никша Бавчевич
- Октябрь 2008 —  Константин Селяев
- 17 ноября 2008[14] — 16 февраля 2009[15] —  Мирослав Николич
- 16 февраля — 28 апреля 2009[16] —  Александр Гуторов
- 7 мая 2009[17] — ? —  Владимир Родионов
- Январь 2013 — ? —  Михаил Михайлов

- 2014  Владимир Анциферов
- 2014—2015  Сергей Мокин
- 2015  Владимир Родионов
- 2015  Брэд Гринберг
- 2015—2016  Алексей Васильев
- 2016  Владимир Анциферов
- 2016  Николайс Мазурс
- 2016  Сергей Мокин
- 2016—2017  Владимир Анциферов
- 2017  Андреа Маццон
- 2017—2018  Евгений Пашутин
- 2018  Сергей Мокин
- 2018—2019  Душан Алимпиевич
- 2019  Евгений Пашутин
- 2019—2020  Предраг Крунич[18]
- 2020  Дональдас Кайрис[19]
- 2020—2021  Гордон Херберт[20]
- 2021  Владислав Коновалов (и. о.)
- 2021—2022  Эмил Райкович[21]
- 2022  Владислав Коновалов (и. о.)
- 2022  Небойша Видич[22]
- 2022  Милош Павичевич[23]
- 2022—2023  Дарко Русо[24]
- 2023  Бранислав Вичентич[25]
- 2023—н. в.  Миленко Богичевич[26].

## Молодёжный состав
Летом 2014 г. Владимир Родионов возглавил кадетскую национальную сборную России (среди игроков не старше 16 лет). В тренерский штаб в качестве помощника вошёл ещё один представитель «чёрно-белых» — молодой и перспективный наставник Алексей Ерышов. Костяк кадетской сборной составили юные баскетболисты «Автодора» 1998 года рождения: для участия в первом подготовительном сборе в Кисловодске были вызваны сразу 8 юных саратовцев, а пятеро из них были включены в итоговую заявку сборной на Первенство Европы в Латвии.
Молодёжные команды «Автодора» неизменно показывают высокие результаты в российских соревнованиях, проводимых под эгидой Российской Федерации Баскетбола и Министерства Образования. Трижды молодёжные команды клуба выигрывали первенство России по своему возрасту, неоднократно становились обладателями медалей чемпионатов России и Первенства Детско-Юношеской Баскетбольной Лиги.
В 2015 году «Автодор-2» занял четвёртое место в Единой молодёжной лиге ВТБ, а «Финал Восьми» чемпионата прошёл 1-3 мая в Саратове.
В сезоне 2015/16 заняв в регулярном чемпионате пятое место, «Автодор-2» дошёл до финала, где уступил ЦСКА 65:67.
В 2021 году главным тренером «Автодора-2» стал Сергей Мокин, который в разное время являлся главным тренером основной, молодёжной и детско-юношеской команд «Автодора».

## Текущий состав
| \| Поз. \| № \| Гражд. \| Имя \| Дата рождения (возраст) \| Рост \| Вес \| Звание \| \| ---- \| -- \| ------ \| ------------------- \| ------------------------- \| ------ \| ------ \| ------ \| \| АЗ \| 1 \| \| Виталиюс Пранаускис \| 8 декабря 2002 (22 года) \| 195 см \| 83 кг \| \| \| ТФ \| 3 \| \| Душан Беслач \| 6 октября 1998 (26 лет) \| 206 см \| 103 кг \| \| \| ЛФ \| 7 \| \| Денис Наумов \| 14 мая 2003 (22 года) \| 202 см \| 92 кг \| \| \| Ц \| 12 \| \| Артём Клименко \| 10 января 1994 (31 год) \| 214 см \| 114 кг \| \| \| РЗ \| 13 \| \| Брайант Кроуфорд \| 31 марта 1997 (28 лет) \| 191 см \| 85 кг \| \| \| АЗ \| 21 \| \| Чарльз Мэннинг \| 22 октября 1998 (26 лет) \| 196 см \| 88 кг \| \| \| АЗ \| 24 \| \| Дмитрий Яковлев \| 12 октября 2004 (20 лет) \| 192 см \| 80 кг \| \| \| ТФ \| \| \| Александр Евсеев \| 14 февраля 2002 (23 года) \| 205 см \| 98 кг \| \| \| ЛФ \| \| \| Игорь Вольхин \| 30 октября 1997 (27 лет) \| 199 см \| 88 кг \| \| | Главный тренер - Миленко Богичевич Ассистенты тренера - Стипе Кулиш Легенда - (К) — Капитан команды Последнее изменение: 18 июля 2025 года |             |                     |                           |        |        |        |
| Поз. | № | Гражд.      | Имя                 | Дата рождения (возраст)   | Рост   | Вес    | Звание |
| АЗ | 1 | Флаг России | Виталиюс Пранаускис | 8 декабря 2002 (22 года)  | 195 см | 83 кг  |        |
| ТФ | 3 | Флаг Сербии | Душан Беслач        | 6 октября 1998 (26 лет)   | 206 см | 103 кг |        |
| ЛФ | 7 | Флаг России | Денис Наумов        | 14 мая 2003 (22 года)     | 202 см | 92 кг  |        |
| Ц | 12 | Флаг России | Артём Клименко      | 10 января 1994 (31 год)   | 214 см | 114 кг |        |
| РЗ | 13 | Флаг США    | Брайант Кроуфорд    | 31 марта 1997 (28 лет)    | 191 см | 85 кг  |        |
| АЗ | 21 | Флаг США    | Чарльз Мэннинг      | 22 октября 1998 (26 лет)  | 196 см | 88 кг  |        |
| АЗ | 24 | Флаг России | Дмитрий Яковлев     | 12 октября 2004 (20 лет)  | 192 см | 80 кг  |        |
| ТФ | | Флаг России | Александр Евсеев    | 14 февраля 2002 (23 года) | 205 см | 98 кг  |        |
| ЛФ | | Флаг России | Игорь Вольхин       | 30 октября 1997 (27 лет)  | 199 см | 88 кг  |        |

## Домашняя арена
С ноября 2014 года выступает в Ледовом Дворце спорта «Кристалл». Реконструкция ЛДС началась в конце июля 2014 года. Матч-открытие состоялся 8 ноября 2014 года, в рамках Единой Лиги ВТБ «Автодор» принимал латвийский «ВЭФ». До ноября 2014 года команда выступала в Физкультурно-Оздоровительном Комплексе «Звёздный» (открыт 9 мая 1998 года перед первым матчем суперфинальной серии с ЦСКА, вмещает 2046 зрителей).
Рядом с ФОК «Звёздный» находится Спорткомплекс «Юность» (сдан в эксплуатацию в декабре 1974 года), в баскетбольном зале которого команда проводила матчи до 1998 года, вмещает 750 зрителей.